# Hubert Geisler
Hubert Franz Geisler (* 9. März 1864 in Mittelwalde, Landkreis Habelschwerdt, Provinz Schlesien; † 1936) war ein deutscher Naturaliensammler, Naturalienhändler und Ornithologe.

## Leben
Hubert Geisler besammelte gemeinsam mit seinem älteren Bruder Bruno Geisler für den Naturalienhändler Wilhelm Schlüter und dessen Firma Wilhelm Schlüter, Naturalien- und Lehrmittelhandlung in Halle an der Saale sowie auch für das Königliche Zoologische und Anthropologisch-Ethnographische Museum zu Dresden (heute Museum für Tierkunde Dresden und Museum für Völkerkunde Dresden) 1887 bis 1889 auf Ceylon und Java und von 1890 bis 1892 in Neuguinea die lokale Vogelwelt. Die von den Gebrüdern Geisler nach Deutschland geschickten Vogelbälge wurden in Dresden von Adolf Bernhard Meyer untersucht und in den Jahren 1891, 1892 und 1893 beschrieben.
Während sein Bruder Bruno Geisler nach der Rückkehr nach Deutschland 1893 von Adolf Bernhard Meyer als Hilfspräparator an der Zoologischen Abteilung des Königlichen Zoologischen und Anthropologisch-Ethnographischen Museums in Dresden angestellt wurde, wo er in der Folge dann 30 Jahre tätig war und 1923 dann als Oberkonservator in Ruhestand ging, kehrte Hubert Geisler später nach Neuguinea zurück, wo er zunächst als Plantagenverwalter und dann in der Zeit von 1904 bis 1921 als Gebietsleiter in Herbertshöhe bei der Neuguinea-Kompagnie tätig war.
Adolf Bernhard Meyer benannte zu Ehren der Gebrüder Geisler unter anderem den Laubenvogel Ailuroedus geislerorum Meyer, 1891 und den Drosselflöter Ptilorrhoa geislerorum (Meyer, 1892). Oskar Böttger benannte zu Ehren der Gebrüder Geisler den Engmaulfrosch Oreophryne geislerorum (Boettger, 1892).